# Будинок Куручета
Будинок Куручета — приватний житловий особняк у Ла-Плата (столиці аргентинської провінції Буенос-Айрес), був побудований для доктора Педро Домінго Куручета в 1948 році за проєктом архітектора і дизайнера Ле Корбюзьє. Містить житлову зону і невеликий медичний кабінет (хірургічний) на першому поверсі. Будинок складається з чотирьох основних рівнів у дворі, а також між будинком і клінікою.

## Історія
Будівництво почалося в 1949 році під керівництвом Амансіо Вільямса і було завершено в 1953 році. Цей, на перший погляд, незначний котедж являє собою важливу віху у творчості Корбюз'є. У 2006 році будинок Куручета був запропонований аргентинським урядом до включення в список Всесвітньої спадщини ЮНЕСКО. У липні 2016 року будинок і шістнадцять інших творів Ле Корбюзьє були внесені до списку об'єктів Всесвітньої спадщини ЮНЕСКО.